# Pedro Valverde y Lara
Pedro Valverde y Lara (Las Calabazas, Baní, 5 de julio de 1818-Santo Domingo, Provincia de Santo Domingo, 31 de marzo de 1900), fue un militar, político, juez y masón dominicano, miembro de la camarilla de Pedro Santana, de la cual desertó en 1863.
Participó en el movimiento de la Reforma haitiana y se unió a la causa independentista de Juan Pablo Duarte. Arrestado en 1843 por el gobierno haitiano, tras su liberación, contribuyó a la proclamación de la independencia dominicana el 27 de febrero de 1844.
A lo largo de su carrera, ocupó diversos cargos, entre ellos legislador y gobernador de la Provincia de Santo Domingo, y se destacó por su victoria en el combate de El Can en 1856. Aunque inicialmente apoyó la anexión a España, su postura cambió durante la guerra de la Restauración, cuando conspiró y apoyó la deserción de soldados dominicanos del Ejército español. Tras su regreso a la política en 1865, fue ministro de Guerra y Marina en la administración de José María Cabral y se involucró en revueltas contra las sucesivas administraciones de Buenaventura Báez. En 1870, debido a la imposibilidad del Partido Azul de desalojar a Báez del poder, Cabral encargó negociar un protectorado español sobre la República Dominicana. También participó en importantes actos ceremoniales, como la exhumación de los restos de Pedro Santana en 1879 y la traslación de los restos de Duarte en 1884.

## Biografía
Pedro Valverde y Lara, hijo de Miguel Valverde y Marcela Lara, nació el 5 de julio de 1818 en Las Calabazas de la ciudad de Baní. Desde temprana edad creció en la ciudad de Santo Domingo.
Fue parte de la conspiración de la Reforma haitiana que promovía Charles Rivière-Hérard y se opuso a las intrigas del sector boyerista, que intentaba desvirtuar el movimiento revolucionario sembrando discordia y temores infundados, como el rumor de que la Reforma haitiana buscaba esclavizar a los negros. En abril de 1842, se difundieron pasquines en Baní acusando a algunos reformistas dominicanos de pertenecer a una supuesta facción partidaria de anexar la parte española de la isla a Nueva Granada (actual Colombia). Pedro Valverde y su compañero Pedro Alejandro Pina, quienes realizaban labores de propaganda pro-reforma en San Cristóbal y Baní, fueron forzados a huir de este último pueblo para evitar ser encarcelados bajo acusaciones falsas de ser colombianófilos, promovidas por elementos del régimen haitiano de Jean Pierre Boyer.
Se unió al movimiento independentista dominicano liderado por el partido de Juan Pablo Duarte y, durante la persecución liderada por el presidente haitiano Hérard, fue arrestado junto con otros patriotas y encarcelado en la Torre del Homenaje en julio de 1843. Tras su liberación, estuvo presente en la Puerta del Conde en la noche del 27 de febrero de 1844, cuando se proclamó la independencia de la República Dominicana.
En 1848, el teniente coronel Valverde formó parte de la comitiva que acompañó al presidente Manuel Jimenes en su visita a las provincias del Cibao, con el objetivo de disipar las malas impresiones sobre el cambio político tras la renuncia del general Pedro Santana y atraer a algunos leales del régimen anterior. En enero de 1852, fue nombrado miembro del Consejo Conservador, representando a la Provincia de Santa Cruz del Seybo, cargo que ocupó hasta diciembre de 1854. Durante su tiempo como legislador, participó en las reformas constitucionales de febrero y diciembre de 1854. El 13 de enero de 1854, el Ayuntamiento de Santo Domingo lo nombró juez encargado de los casos relacionados con los abusos en la libertad de imprenta. Además, en junio de 1854, fue comisionado para la reparación general del Palacio del Congreso Nacional.
Dos años después, el 6 de enero de 1856, Valverde y Lara comandó y ganó el combate de El Can, cerca de Enriquillo, una victoria decisiva que expulsó a los invasores haitianos de la región. Su participación en las campañas militares por la independencia le permitió alcanzar el rango de coronel. En mayo de 1857, fue parte de la comisión encargada por el presidente Buenaventura Báez de implementar un cambio de papel moneda sin valor en las ciudades de La Vega y Santiago de los Caballeros, una medida que, a pesar de las explicaciones dadas a figuras del Cibao como los generales José Desiderio Valverde, Benigno Filomeno de Rojas y Domingo Mallol, generó efectos adversos. Como resultado, el 7 de julio de 1857, los habitantes de Santiago de los Caballeros, desconocieron al gobierno del general Báez y, bajo la dirección del general José Desiderio Valverde, formaron un nuevo gobierno, iniciando la primera guerra civil dominicana.
Ante este levantamiento, el coronel Valverde y Lara se refugió en uno los consulados extranjeros en julio de 1857 y, poco después, se exilió en Puerto Rico, llegando a la isla danesa de Santo Tomás en agosto de 1857, donde se encontraba exiliado Pedro Santana. Días después, Valverde regresó al país junto con Santana, arribando a Puerto Plata. Fue uno de los firmantes del Manifiesto Nacional del 27 de julio de 1858, en el que se proponía que Santana asumiera el liderazgo del país, derogando la Constitución de Moca y poniendo la de diciembre de 1854. Valverde formó parte de la comisión que presentó este manifiesto a Santana, quien aceptó sus principios. Posteriormente, Valverde y Lara fue enviado como mensajero de Santana al presidente José Desiderio Valverde para pedirle que reconsiderara su negativa a renunciar a la presidencia de la República en la ciudad de Santiago. El 24 de diciembre de 1858, se afilia a la secta de la francmasonería.
Tras la anexión del país a España en 1861, Valverde fue alistado en las reservas dominicanas con el grado de general. Fue nombrado Gobernador de la Provincia de Santo Domingo y galardonado con la Orden de Carlos III. En agosto de 1863, al inicio de la guerra de la Restauración, solicitó un aumento de sueldo. La opinión pública lo consideraba un instigador de la revolución en la capital y se le veía como desafecto a España. Fue depuesto de su puesto de gobernador, reemplazado por el general Miguel Lavastida, exministro de Santana, y encarcelado en la Torre del Homenaje. Gracias a la intervención de Santana, el general Valverde y Lara fue trasladado como preso político junto con él a la campaña militar de Guanuma y Monte Plata, donde Santana enfrentaría a los restauradores.
Durante su estancia en el campamento de Guanuma, Valverde y Lara aprovechó el descontento que se gestaba en las filas de las reservas dominicanas del ejército español, mayormente reclutadas de manera voluntaria en San Cristóbal. Mediante una campaña silenciosa, alentó a muchos sancristobaleños a desertar, lo que ocurrió con sorprendente rapidez. Para cuando tuvo lugar la batalla de Arroyo Bermejo, Santana apenas contaba con dominicanos entre sus filas. Además, se rumoreó que Valverde fue responsable de la deserción del general santanista Eusebio Manzueta, quien se unió a las filas restauradoras.

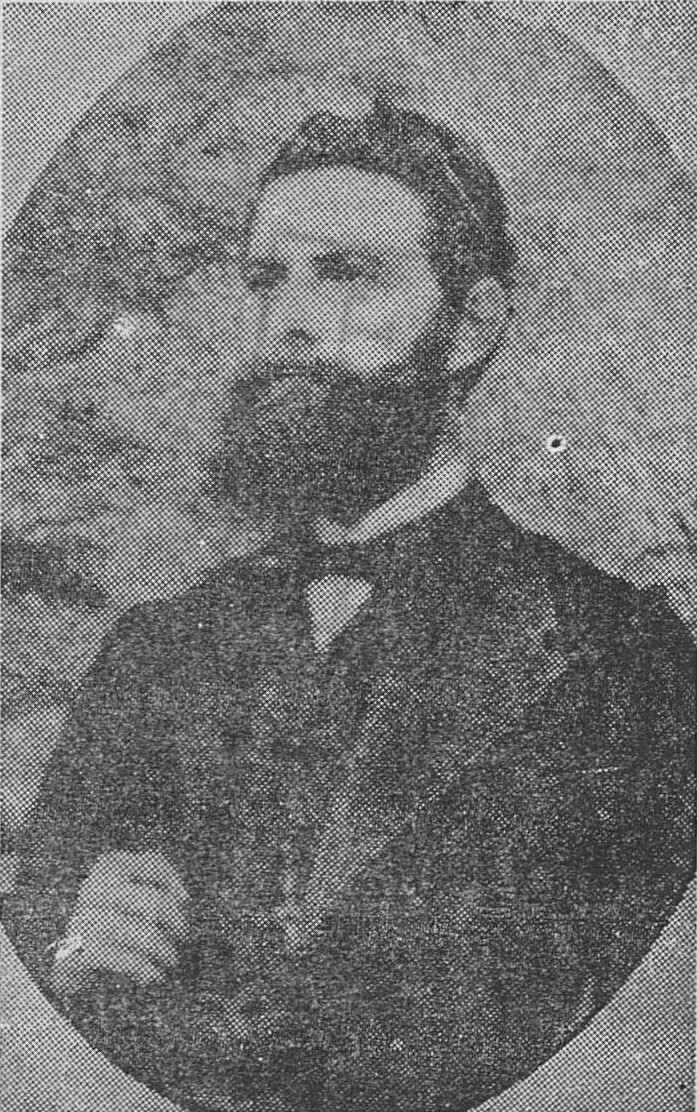
Valverde y Lara de medio cuerpo. Uno de sus rasgos más notorios era su prominente barba, que no pasaba desapercibida. Su barba era tan distintiva que, incluso en 1856, durante las cantaletas cantadas por el partido de los baecistas, se hizo alusión a ella: «El pobre Pedro Valverde
con su barba colorá,
se está muriendo de pena
porque no puede robar».

En noviembre de 1863, Valverde y Lara regresó a la capital, donde, aparentemente impulsado por la envidia y el deseo de recuperar poder, inició un conflicto con Miguel Lavastida, con la intención de forzar su regreso al cargo de gobernador. En su intento por desprestigiar a Lavastida, Valverde y Lara recurrió a la calumnia, sembrando discordia entre los habitantes y fomentando quejas contra la administración española. A medida que avanzaba el tiempo, la actitud y la presencia de Valverde se volvió cada vez más insoportable tanto para Lavastida como para el capitán general de Santo Domingo, Carlos de Vargas y Cerveto. Durante tres meses, ambos soportaron sus provocaciones, pero la tensión alcanzó un punto crítico. En un acto de compasión, movido por la historia de Valverde sobre la reciente muerte de su padre, el capitán general otorgó generosamente 3 000 pesos a su favor. Sin embargo, su comportamiento conspirador no cesó, lo que llevó a Vargas a tomar medidas drásticas. Valverde fue apresado y desterrado al castillo de Santa Catalina (Cádiz), donde llegó en abril de 1864.
A su regreso en 1865, Valverde intentó acercarse al presidente Pedro Antonio Pimentel, quien lo recibió con frialdad. Posteriormente, junto a destacados militares como los generales Marcos Evangelista Adón, José María Cabral y Eusebio Manzueta, impulsó una insurrección que culminó con la destitución de Pedro Pimentel y el ascenso del general José María Cabral al poder bajo el título de Protector. El 4 de agosto de ese mismo año, Valverde asumió la Secretaría de Guerra y Marina, cargo que obtuvo gracias a la influencia de Juan Ramón Fiallo, quien promovía una política de integración de baecistas y exsantanistas en el gobierno cabralista del Partido Azul. Esta designación desató una disputa por el poder entre ambas facciones. La inclusión de Valverde en el Ministerio de Guerra provocó la salida de Manuel Rodríguez Objío del gabinete de José María Cabral. Permaneció en el cargo hasta ser nombrado gobernador de Santo Domingo en octubre de 1865.
En mayo de 1866, Valverde se unió al levantamiento contra la tercera administración del presidente Báez, formando una alianza con los generales Gregorio Luperón, Pimentel y Federico de Jesús García, caudillos del Partido Azul. Juntos, estos tres generales azules asumieron el poder mediante un Triunvirato tras derrocar a Báez en un golpe de Estado. En septiembre de ese mismo año, Valverde y Lara participó en las elecciones presidenciales, donde obtuvo 14 votos y perdió frente al candidato azul Cabral. Sin embargo, fue elegido diputado por la Provincia de Santo Domingo y formó parte de la Convención Nacional encargada de reformar la Constitución. Además, fue nombrado el primer representante diplomático de la República Dominicana ante Haití.
El 7 de octubre de 1867, una invasión armada desde Haití a la Línea Noroeste, con el respaldo del presidente haitiano Sylvain Salnave, desestabilizó al nuevo gobierno de Cabral, culminando en su caída en 1868. En medio de este contexto, el ministro de Relaciones Exteriores, Pedro Francisco Bonó ordenó a Valverde y Lara regresar a Santo Domingo y suspendió las relaciones diplomáticas con Haití el 14 de octubre de 1867. Valverde, firme en su oposición a la política de la cuarta administración del presidente Báez durante la guerra de los Seis Años (1868-1874), enfrentó la cárcel y el destierro, pero nunca claudicó en su lucha contra ese régimen. 
En julio de 1868, en su exilio participó en una guerra civil haitiana junto a los generales Gregorio Luperón, Marcos Evangelista Adón y Timoteo Ogando en el asedio de la ciudad haitiana Jacmel, que se encontraba bajo ataque por las fuerzas gubernamentales de Salnave. Estos generales dominicanos habían sido acogidos por los haitianos Héctor y Louis Tanis, lugartenientes de Nissage Saget.
En mayo de 1870, ante el respaldo del gobierno de los Estados Unidos del presidente Ulysses S. Grant a Báez, Cabral envió a Valverde a negociar un protectorado español sobre la República Dominicana. Este plan incluía la cesión de la bahía de Samaná a cambio de apoyo para derrocar al gobierno de Báez. Paralelamente, Cabral aseguraba al representante estadounidense en Haití que no se opondría a la anexión dominicana por parte de Estados Unidos, siempre que se garantizara la inclusión de su facción en el proceso político. Sin conocer estas maniobras contradictorias, Manuel de Jesús Galván presentó la propuesta al Gobierno Provisional español encabezado por Juan Prim, subrayando los beneficios estratégicos para la presencia española en el Caribe.

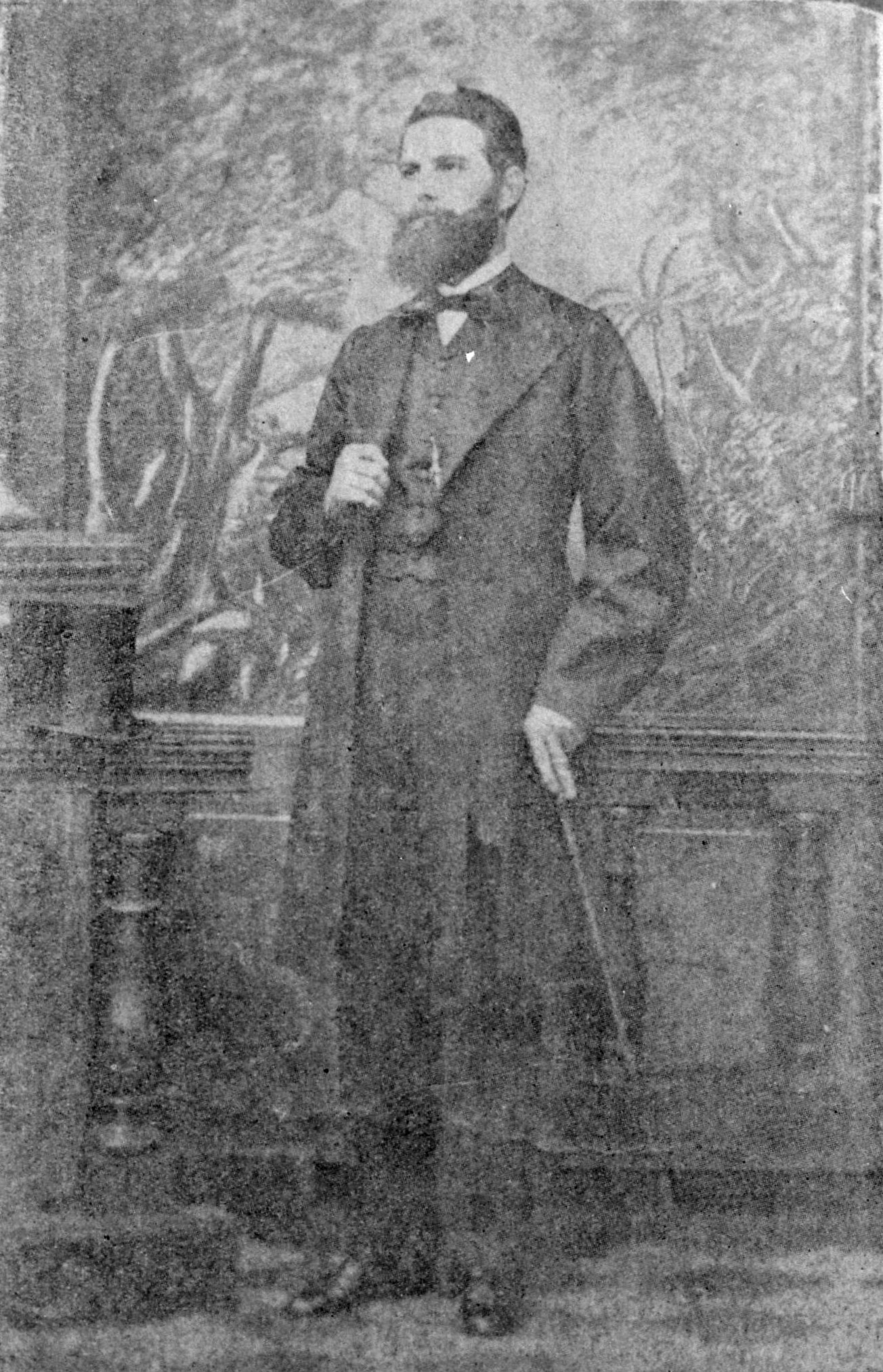
Valverde y Lara de cuerpo entero.

En 1875, recibió 10 votos en las elecciones presidenciales, pero no consiguió el cargo. Sin embargo, obtuvo nuevamente un escaño en la Asamblea Nacional. En 1876, fue figura clave en un nuevo golpe de Estado. En Santiago, Ignacio María González del Partido Verde se levantó contra el presidente azul Ulises Espaillat, desafiando su autoridad en el Cibao. A pesar de que la rebelión parecía estancada, el 5 de octubre de 1876, Valverde, refugiado en el consulado de Francia, lideró un pronunciamiento en la capital con la complicidad de altos funcionarios gubernamentales, formando una Junta Superior Gubernativa que asumió el poder hasta el retorno de González. Traicionado y sin apoyos suficientes, Espaillat también se refugió en el consulado francés el 5 de octubre de 1876.
En enero de 1879, Valverde estuvo presente en la exhumación de Pedro Santana. En febrero de 1884, participó en la traslación de los restos de Juan Pablo Duarte, trasladados desde Caracas, Venezuela, una iniciativa impulsada por Fernando Arturo de Meriño. El 20 de noviembre de 1891, se concretó la propuesta de Valverde y Lara de cambiar el nombre de la Plaza del Ex-Convento Dominico a Plaza Duarte. También fue Valverde y Lara quien sugirió la creación de una estatua de Duarte (inaugurada en 1930), dos años antes de que el Congreso de la República y el presidente azul Ulises Heureaux le otorgaran póstumamente a Duarte el título de Padre de la Patria.
Valverde falleció el 31 de marzo de 1900. En febrero de 2018, el Ministerio de Defensa organizó la Segunda Carrera 5K y 10K, un evento que conmemoró el bicentenario de los generales Pedro Florentino y Pedro Valverde y Lara.